# Marc Dubuisson
Pour les articles homonymes, voir Dubuisson.
Marc Dubuisson, né le 7 juillet 1983 à Charleroi (province de Hainaut), est un auteur de bande dessinée et dessinateur de presse belge.
Il est notamment l'auteur de la série Ab absurdo publiée aux Éditions Lapin ainsi que de plusieurs albums de la collection « Pataquès » aux éditions Delcourt dont Amour, Jihad et RTT.
Dans un style minimaliste, il dessine également pour la rubrique Marc Dubuisson croque l'actu du portail 7sur7, et pour le supplément week-end des Échos. Très actif sur les réseaux sociaux, il utilise le pseudonyme Unpied,,.

## Biographie

### Jeunesse
Marc Dubuisson naît le 7 juillet 1983 à Charleroi. Il grandit à Florennes. Il est abonné à Spirou. Il passe son adolescence entre Vielsalm et Charleroi. Depuis toujours, il aime écrire et il écrit beaucoup au lycée. Mais, il s’oriente plus vers de l’écriture cinématographique, télévisuelle ou vers de l’animation que du dessin. Il commence des études d'infographie qu'il abandonne et fait de même avec celles de professeur de français, puis il travaille dans le secteur de la gestion des ressources humaines.

### Blogueur
En 2005, Marc Dubuisson est au chômage, il a du temps libre entre deux recherches d'emploi, il en profite pour se remettre au dessin qu'il avait abandonné à l'adolescence et il ouvre un premier blog sous le pseudonyme Unpied. En 2006, il devient fonctionnaire au Ministère de l’Intérieur. En 2009, il commence à publier quelques livres en plus de son activité principale, il a un travail à temps plein et dessine le soir ou le week-end. Il illustre ainsi le livre de l'humoriste Pierre Lejeune : Ma Mémoire d'éléphant. Il crée La Nostalgie de Dieu sur un blog homonyme.

### Version papier
En 2010, il scénarise et dessine La Nostalgie de Dieu qu'il publie aux éditions Diantre ! et qui est récompensé aux quinzièmes Rendez-vous de la bande dessinée d'Amiens du prix du meilleur premier album des lycéens picards et déménage de Liège à Bruxelles. Il s'ensuit les deux tomes suivants de ce triptyque Le Complexe de Dieu (2009), L'Intégrââl (Lapin, 2013). En 2010, il collabore en tant que scénariste avec Pauline Perrolet sur les albums Le Sexe Fort est en Péril (2010) et Le Sexe Fort fait de la Résistance (2011) parus aux éditions Hachette Pratique. Il réalise seul le diptyque Les Grands Moments de solitude de Michaël Guérin dont le premier tome est publié aux Éditions Lapin en 2012, le second tome Vers l'enfer et au-delà ! est publié quant à lui en 2014. Parallèlement, il adapte pour le théâtre La Nostalgie de Dieu en 2011 ainsi qu'il publie avec le dessinateur Frizou deux épisodes de Quête de l'esprit dans les nos 426 (2011) et 428 (2012) de Fluide glacial.
En 2013, il scénarise Charles Charles, profession Président qu'il publie avec le dessinateur James et une mise en couleur de Patrice Larcenet aux éditions Delcourt. En 2015, il commence une nouvelle série Hector le parangon avec le dessinateur Régis Donsimoni dans la collection « Humour de rire » aux éditions Delcourt, le premier tome Manigances et coups tordus lui vaut le prix des écoles d'Angoulême en janvier 2016, ainsi que le prix Bulles en Fureur André-Georges Hamon 2017. Depuis 2015, il publie de façon quasi-quotidienne des strips absurdes ou d'actualité sur internet dont un premier recueil Ab absurdo sort en octobre 2016 aux éditions Lapin. Il se marie avec une Française à la Grand-Place de Bruxelles en 2016, ce qui lui donne le swag et le fait se moquer de certains féministes au moyen d'un dessin à l'humour absurde.

### Dessinateur de presse
Depuis le début de l'année 2017, il se consacre uniquement au dessin et commence à travailler pour le journal économique Les Échos en France. La même année, on trouve sa signature dans le journal satyrique belge Pan.
Depuis janvier 2018, il dessine pour 7sur7 traitant de sujet d'actualité. Avec Amour, Jihad et RTT, il imagine la radicalisation d’un employé de bureau prêtant allégeance à Alladin dans la collection « Pataquès » chez Delcourt en 2018. Tandis qu'avec la Start-Up Generation, l'auteur s’intéresse aux startups, ces petites entreprises qui ne cessent de proposer des projets disruptifs, parfois assez limite (Lapin, 2019). Il aborde l'humour noir avec Mortel dessiné par Thierry Martin dans la collection « Pataquès » chez Delcourt en 2020,. C'est par le petit bout de la lorgnette qu'il traite des grands sujets de société dans À peu presque dans la collection « Pataquès » chez Delcourt la même année.
Il retrouve Régis Donsimoni pour Les Philosaures, une bande dessinée humoristique qui présente un univers empli de dinosaures doués de parole confrontés aux mêmes interrogations que les humains, publié dans la collection « Pataquès » chez Delcourt en septembre 2021. Le même mois, il commence une série jeunesse Grâce avec la dessinatrice Isabelle Maroger, le premier tome intitulé Royaume, roulades et prouts de rat dans la collection « BD Kids » de Bayard au format Manga. Pour terminer l'année, il publie deux mois plus tard  un recueil des strips parus dans Les Échos et sur 7sur7.be de mai 2020 à août 2021 dans En attendant la fin du monde aux éditions Exemplaire qui recourent à une plateforme de financement participatif. Pour commencer l'année suivante, c'est avec un one shot Le Président est une noix de coco qui oppose deux candidats aux élections aux vues diamétralement opposées qu'il sort dans la collection « Pataquès » chez Delcourt. Le 14 septembre 2022 voit la sortie du tome 2 de Grâce : Princesses, licornes et biscottos et la semaine suivante associé à la dessinatrice Cy pour laquelle il écrit le scénario d'une nouvelle série qui marque pour lui un tournant en pénétrant des univers imaginaires : Ana et l'entremonde,, dont le tome 1 Par l'Ouest vers les Indes paraît chez Glénat. Le second tome Les Naufragés paraît dans la foulée en 2023. Il sort deux bandes dessinées intitulées : En attendant la fin du monde 2 (éditions Exemplaire) et Les Envahichieurs (éditions Delcourt, collection « Pataquès ») en 2024. Il lance également la série Le Royaume d'Après dessinée par Margaux Saltel aux éditions Le Lombard (2 tomes en 2025). En 2025, il succède à Alain Jost comme scénariste de la série Les Schtroumpfs créée par Peyo. En août de la même année, il lance la série Working Dead dessinée par Stella Lory dans Spirou, qui fait la couverture du no 4556.
En termes d'influences, Dubuisson voue une grande admiration pour Bill Watterson (Calvin et Hobbes), sans oublier Libon (Jacques, le petit lézard) et comme dessinateurs de presse, il a été élevé avec Pierre Kroll et Dubus. Il admire les œuvres de Claire et Jake (Francis Blaireau Farceur), d'André Franquin (Idées noires et Gaston Lagaffe), de Frantico (et son blog), de Jean-Yves Ferri et Manu Larcenet (Le Retour à la terre).
Marc Dubuisson partage son atelier situé à Bruxelles avec Jacques Louis, Benoît Bekaert, Benjamin Benéteau et Edgar Kosma.

## Œuvres

### Publications

#### Collectifs
- L’Éco fait des bulles[71] : hors-série d’Alternatives économiques, no 123, p. 84  (ISBN 978-2352402862) (BNF 46845849) — Participation : Monnaie hélicoptère.

#### Illustrations
- Ma Mémoire d'éléphant[14], texte de Olivier Lejeune, p. 192, Hachette, Paris, 10 juin 2009  (ISBN 978-2012379060)

### Théâtre
La Nostalgie de Dieu est adaptée au théâtre sur une mise en scène de Laetitia Grimaldi avec Anthony Legal et Ivan Sellier, cette comédie de boulevard se joue au Théâtre de la Contrescarpe à Paris du 3 août au 31 décembre 2011. En 2013, la pièce est montée pour le Off du Festival d'Avignon à l'Atelier 44 du 6 au 31 juillet, Anthony Legal ayant pour partenaire Yvan Sellier. La pièce est représentée au Funambule Montmartre interprétée par Anthony Legal et Brice Landwerlin en mars 2015, elle est aussi jouée au Lidy de Lausanne en Suisse du 9 au 11 avril 2015. Ensuite, la Compagnie Not me tender monte cette pièce avec Anthony Legal, Emmanuel Rehbinder au L'art Dû Théâtre, 83 rue Marengo à Marseille du 19 au 27 octobre 2018. L'affiche annonce plus de 300 représentations.

## Distinctions
- 2010 :  prix du meilleur premier album décerné par des classes de lycéens de 
Picardie en marge du festival BD d'Amiens, pour l'album La Nostalgie de Dieu aux éditions Diantre ![15] ;
- 2016 :  prix des écoles d'Angoulême dans le cadre du Festival international de la bande dessinée d'Angoulême pour l'album jeunesse Hector co-réalisé avec Régis Donsimoni[21] ;
- 2017 :  prix Bulles en Fureur André-Georges Hamon sélection Pré-Ados décerné conjointement à Régis Donsimoni pour Hector, collection « Humour de Rire » aux éditions Delcourt[22].

#### Livres
: document utilisé comme source pour la rédaction de cet article.
- Philippe Mellot, Michel Denni, Laurent Turpin et Isabelle Morzadec, Trésors de la bande dessinée : BDM 2021-2022 - Catalogue encyclopédique et Argus, Paris, Les Arènes, novembre 2020, 22e éd., 1700 p., ill. ; 23 cm (ISBN 9791037502582, OCLC 1240308146, présentation en ligne), p. 17, 229, 495, 517, 768, 801, 1022, 1071. .

#### Articles
- Mateusz Kukulka, « Des gens qui dessinent », La DH Les Sports+,‎ 10 août 2009 (lire en ligne, consulté le 21 novembre 2022)
- BG, « "La Nostalgie de Dieu" primé... et critiqué », ActuaBD,‎ 9 juin 2010 (lire en ligne, consulté le 20 novembre 2022)
- Maxime de Valensart, « Dubuisson, dessinateur à 7sur7 : "Ils me font cadeau de milliers d'idées" », 7sur7,‎ 13 septembre 2018 (lire en ligne, consulté le 21 novembre 2022)
- Marc Dubuisson (interviewé par Ericka Bayeux), « @UNPIED : « Tant qu’à faire, autant être le meilleur des pires » », welovecomedy.fr,‎ 12 février 2021 (lire en ligne, consulté le 21 novembre 2022)
- Daniel Muraz, « Marc Dubuisson fait exploser l’open space et le djihadisme : L'album du jour », Le Courrier picard,‎ 9 mai 2021 (lire en ligne, consulté le 21 novembre 2022)
- Cy et Marc Dubuisson (interviewé par Yaneck Chareyre), « Rencontre avec Cy et Marc Dubuisson », Zoo,‎ 2 novembre 2022 (lire en ligne, consulté le 20 novembre 2022)
- Marc Dubuisson (interviewé), « Interview de Marc Dubuisson, à propos d'Ana et l'Entremonde », La Mouette hurlante,‎ 9 janvier 2025 (lire en ligne, consulté le 18 février 2025).

### Podcasts
- On laisse pas BD dans un coin #6 : Marc Dubuisson sur Podcasts (Apple), production, montage et réalisation : Salut la compagnie, animation : Coralie et Sandrine (13 min 35 s), 19 février 2020
- Marcel et la BD sur Anchor par Spotify, interview : Marcel Ebbers (1 h 4 min), 23 juillet 2020.